# 기압계

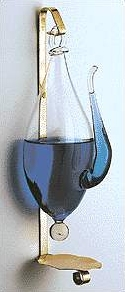
괴테의 기압계.

기압계(氣壓計, 영어: barometer)는 대기압을 측정하는 장치이다. 바로미터라고도 한다.
기압계는 특정 환경에서 기압을 측정하는 데 사용되는 과학 기기이다. 압력 경향은 날씨의 단기 변화를 예측할 수 있다. 기압에 대한 많은 측정값은 지표 기압계, 기압 시스템 및 정면 경계를 찾는 데 도움을 주기 위해 지표 기상 분석에서 사용된다.
기압계와 기압 고도계(Pressure altimeter: 가장 기본적이고 일반적인 유형의 고도계)는 기본적으로 동일한 기기이지만 다른 용도로 사용된다. 고도계는 고도에 해당하는 대기압과 일치하는 다양한 수준에서 사용하도록 고안된 반면, 기압계는 동일한 수준을 유지하고 날씨 및 날씨 요소로 인한 미묘한 기압 변화를 측정한다. 지구 표면의 평균 대기압은 940~1040hPa(mbar) 사이에서 변한다. 해수면의 평균 기압은 1013hPa(mbar)이다.

## 같이 보기
- 고도계
- 풍향계
- 자기기압계
- 압력
- 압력 센서
- 일기예보